# Harry Schulting
Hermanus Richardus Johannes (Harry) Schulting (Haarlem, 14 februari 1956) is een Nederlandse voormalige atleet, die zich had gespecialiseerd in de 400 m horden. Van 1979 tot 2023 had hij op deze afstand het Nederlands record in handen. Ook was hij van 1978 tot 2017 medebezitter van het Nederlands record op de 4 x 400 m estafette. Bovendien scherpte hij in 1979 het Nederlands record op de 400 m aan tot 46,11 s. Dit record hield twee jaar stand. Zijn tijd is nog altijd de negende tijd ooit door een Nederlander gelopen (peildatum september 2019). Schulting werd in totaal achtmaal Nederlands kampioen op diverse hordeloop- en sprintafstanden.

## Biografie

### Start atletiekloopbaan
Als twaalfjarig jongetje won Harry Schulting zowat alles wat er te winnen viel bij de atletiekwedstrijden op school. In clubverband had hij nog nooit aan atletiek gedaan, maar daarna meldde hij zich aan. "Een paar jaar later maakte clubgenoot Fred van Herpen Westphal op mij attent bij competitiewedstrijden in Den Haag. Hij vond mijn manier van lopen verschrikkelijk." Westphal zag echter voldoende in de spichtige jongen om te trachten er een hordeloper van te maken. Een opgave die in 1975 werd beloond met een uitverkiezing voor de Europese kampioenschappen voor junioren in Athene. In dit toernooi, waarin Olga Commandeur Europees jeugdkampioene werd op de 800 m, bereikte Schulting op de 400 m horden de finale door na winst in zijn serie een derde plaats in de halve finale te behalen in de Nederlandse jeugdrecordtijd van 51,90. Schulting: "Ik stond voor die titelstrijd geloof ik 15e op de Europese lijst. Het was dus al mooi dat ik de finale haalde. Omdat ik slecht had gegeten was de voorbereiding toen beroerd geweest. Ik ben toen maar zo hard mogelijk vertrokken. Op 200 meter lag ik vooraan, maar toen werd het zwart voor mijn ogen."Schulting bereikte de eindstreep in 52,4.

### Successen bij de senioren en Nederlandse records
Harry Schulting boekte zijn eerste succes bij de senioren in 1977 door Nederlands kampioen te worden op de 400 m en de 400 m horden. 
Twee jaar later, in 1979, beleefde hij het meest succesvolle jaar van zijn sportcarrière. Eerst verbeterde Schulting in juni tijdens een landenontmoeting tegen Noorwegen in Roosendaal het Nederlandse record op de 400 m tot 46,11. Vervolgens werd hij op de Nederlandse kampioenschappen, net als twee jaar eerder, dubbelkampioen op zijn favoriete onderdelen, waarna hij op 5 augustus in het Duitse Recklinghausen een onwaarschijnlijk snelle 400 m liep in 45,1, de snelste Europese seizoentijd. De tijd, die een seconde onder zijn eerder dat jaar gelopen nationale recordtijd lag, kon echter niet als Nederlands record worden erkend vanwege het in Recklinghausen ontbreken van elektronische apparatuur. Wel leverde het hem een plaats op in de Europese ploeg die later die maand de strijd om de wereldbeker aanging in het Canadese Montreal. In deze wedstrijd maakte Schulting deel uit van het Europese team op de 4 x 400 m estafette, dat na een spannend gevecht met de Amerikanen de strijd nipt verloor. Tijden: 3.00,70 om 3.00,80.     

### Kampioen op universiade
Een volgend hoogtepunt, misschien wel de beste prestatie van zijn atletiekloopbaan, beleefde Harry Schulting dat jaar op de universiade in Mexico-Stad. Hij won er met een tijd van 48,44 een gouden medaille op de 400 m horden, een Nederlands record dat 44 jaar heeft standgehouden.
Hierbij eindigde hij voor de Rus Vasiliy Arkhipenko (zilver; 48,60) en de Amerikaan James Walker (brons; 48,88). Een dag later schitterde hij opnieuw. Ditmaal sneuvelde het Nederlandse record op de 4 x 400 m estafette, dat hij met zijn teamgenoten Hugo Pont, Marcel Klarenbeek en Koen Gijsbers verbeterde tot 3.03,18. Hun prestatie was goed voor een zilveren medaille achter de Verenigde Staten (goud; 3.00,98) en voor Italië (brons; 3.03,80). Later dat jaar kreeg hij de AVRO's Tom Schreursprijs uitgereikt, die van 1973 tot 1998 werd vergeven aan het sporttalent van het jaar.

### Olympische Spelen
In 1980 nam Schulting deel aan de Olympische Spelen van Moskou. Hier kwam hij uit op drie onderdelen. Op zowel de 400 m als de 4 x 400 m estafette sneuvelde hij in de voorrondes. Op de 400 m horden verging het hem beter en behaalde hij de halve finale, maar werd uitgeschakeld met een tijd van 50,61. Een jaar later won hij op 400 m horden een bronzen medaille op de Wereldbekerwedstrijd in Rome. Het goud werd hier gewonnen door legendarische Edwin Moses, die met 47,37 meer dan 2 seconden eerder over de finish ging.

### Einde carrière
Na zijn sportcarrière is Harry Schulting altijd betrokken gebleven bij de sport als trainer. Hij begeleidde hordelooptalenten als Thomas Kortbeek (48,95) en Eelco Veldhuyzen (50,19). Op 9 mei 2008 werd hij tijdens de eeuwviering van de Vughtse sportclub Prins Hendrik benoemd tot lid van verdienste van de Atletiekunie. Ook zijn naar hem de Harry Schulting Games vernoemd, die jaarlijks op Hemelvaartsdag in Vught worden gehouden.

## Kampioenschappen

### Internationale kampioenschappen
| Onderdeel    | Titel                 | Jaar |
| ------------ | --------------------- | ---- |
| 400 m horden | Universitair kampioen | 1979 |

### Nederlandse kampioenschappen
| Onderdeel    | Jaar                         |
| ------------ | ---------------------------- |
| 400 m        | 1977, 1979                   |
| 200 m horden | 1978                         |
| 400 m horden | 1977, 1979, 1981, 1983, 1984 |

## Persoonlijke records
| Onderdeel    | Prestatie     | Datum             | Plaats         |
| ------------ | ------------- | ----------------- | -------------- |
| 400 m horden | 48,44 (ex-NR) | 12 september 1979 | Mexico-Stad    |
| 400 m        | 45,1 (HT)     | 5 augustus 1979   | Recklinghausen |

## Palmares

### 400 m
- 1975:  NK - 49,03 s
- 1977:  NK - 47,12 s
- 1979:  NK - 46,71 s
- 1979:  Interl. Ned.-Noorwegen te Roosendaal - 46,11 s (NR)
- 1984:  NK - 46,99 s

### 110 m horden
- 1981:  NK - 14,75 s

### 200 m horden
- 1978:  NK - 23,85 s

### 400 m horden
- 1975:  NK - 52,94 s
- 1976:  NK - 53,15 s
- 1977:  NK - 50,82 s
- 1979:  NK - 49,09 s (in serie 48,73 s = NR)
- 1979:  Interl. Ned.-Noorwegen - 49,8 s
- 1979:  Universiade - 48,44 s (NR)
- 1981:  NK - 49,78 s
- 1981:  Wereldbeker - 49,69 s
- 1983:  NK - 51,01 s
- 1984:  NK - 50,72 s

### 4 x 400 m
- 1978: 4e in serie EK te Praag – 3.07,60 (met Gijsbers, Klarenbeek en Heerenveen)
- 1979:  Interl. Ned.-Noorwegen - 3.08,4 (met Klarenbeek, Pont en Gijsbers)
- 1979:  Wereldcup te Montreal - 3.00,80 (met Podlas, Hofmeister en Schmid)
- 1979:  Universiade - 3.03,18 (= NR, met Pont, Klarenbeek en Gijsbers)
- 1980: 5e in serie OS - 3.06,0

## Onderscheidingen
- KNAU-jeugdatleet van het jaar (Albert Spree-Beker) - 1975
- KNAU-atleet van het jaar - 1979
- AVRO's Tom Schreursprijs voor sporttalent van het jaar - 1979
- Unie-erekruis in goud van de KNAU - 1987
- KNAU-lid van verdienste - 2008